# معركة بأس جنين
اجتياح جنين (يوليو 2023) أو معركة بأس جنين كما سمتها المقاومة الفلسطينية، أو عملية بيت وحديقة كما سمتها إسرائيل، هي عمليةٌ عسكريةٌ نفذها جيش الاحتلال الإسرائيلي بمدينة جنين و‌مخيمها في الضفة الغربية الفلسطينية المحتلة، في أول ساعات صباح يوم الإثنين الموافق 3 تموز/يوليو 2023، حيث توغَّلَ الجيش الإسرائيلي عبر قوات كبيرة وبمشاركة عشرات الكتائب والقوات الخاصّة فضلًا عن دعمِ سلاح الجو داخل جنين، أما الهدف المعلَن من العملية بحسبِ تل أبيب فقد كان «القضاء على المسلّحين داخل المدينة» والذين ترى فيهم إسرائيل خطرًا على أمنها.
لقي الجيش الإسرائيلي خلال توغّله مقاومةً شديدةً من فصائل المقاومة على اختلافها في جنين والتي حاولت عبر العبوات الناسفة منعه من التقدم كما خاضَ مقاتلو الفصائل اشتباكاتٍ مسلّحة من مسافات قريبة جدًا وتبادلَ الطرفان إطلاقًا كثيفًا للنيران في بعض أوقات الاجتياح. أسفرَ الهجوم الإسرائيلي الكبير عن مقتلِ 12 فلسطينيًا كلّهم من الشباب فضلًا عن إصابة المئات وأغلبهم مدنيون أُصيبوا خلال الغارات الجوية التي شُنّت على المخيم عبر الطائرات الحربية والطائرات المسيرة كما اعتقلت إسرائيل ما مجموعه 300 فلسطينيًا وعثرت على ما قالت إنها عبوات ناسفة وقنابل ومتفجّرات، في حين قتلت الفصائل المقاوِمة جنديًا إسرائيليًا واحدًا خلال اشتباكٍ مسلحٍ وجرحت آخرين كما نسفت العديد من الآليات والجرافات وناقلات الجند المدرعة وأسقطت خمس طائرات مسيّرة.
تسبَّب الاجتياح الإسرائيلي الذي يُعتبر أكبر توغلٍ داخل المدينة منذ 2002 في دمارٍ هائلٍ للبنية التحتية للمدينة التي تُعاني أصلًا بسبب القيود الإسرائيلية المفروضة عليها منذُ سنوات، حيث أُتلفت شبكتي المياه والكهرباء كما تدمَّر نحو 800 منزل إمّا بشكل كلّي أو جزئي حسبَ إحصائيات بلدية جنين، فضلًا عن تضرر 3 مستشفيات تعرضت لهجمات إسرائيلية أثناء التوغّل والاجتياح. إنسانيًا فقد أجبرت إسرائيل مئات العوائل على إخلاء منازلها كما نزحَ آلافُ الفلسطينيين الذين تعاملَ معهم الهلال الأحمر الفلسطيني لمناطق أخرى داخل المدينة أكثر أمانًا.

## خلفية
تصاعدَ التوتر في الضفة الغربية مع تنفيذ القوات الإسرائيلية لعشرات عمليات الاغتيال في مدن الضفة في السنوات القليلة الماضية فضلًا عن مئات الاعتقالات في صفوف الفلسطينيين ومع تشجيعِ الحكومة الإسرائيلية الجديدة بدعمٍ ودفعٍ من متطرفين يمينيين على الاستمرار في بناء عشرات البؤر الاستيطانيّة. كلّ هذه الأفعال والأعمال الإسرائيلية اصطدمت بظهور وبروز تشكيلات مسلّحة لفصائل المقاومة الفلسطينية في مدن الضفة وخاصّة في نابلس و‌جنين حيث تنشطُ كتيبة جنين والتي نجحت في تنفيذ عدّة عمليات ضدّ جيش الاحتلال الإسرائيلي واشتبكت معه في كثيرٍ من الأحيان خلال محاولته اقتحام المدن والبلدات الفلسطينية بحثًا عمّن يُسمّيهم بـ «المطلوبين». مع مرور الأشهر صارت جنين ومخيّمها بؤرة توتر، وهي المدينة التي لطالما كانت منذ عشرات السنين معقلًا للمقاومة المسلحة ضد إسرائيل ولعبت دورًا بارزًا جدًا خلال الانتفاضة الثانية.
استهدفت القوات الإسرائيلية المخيّم بشكل كثيف ومتكرر طيلة عام 2023، حيثُ اجتاحتها في أواخر كانون الثاني/يناير متسببة في مقتلِ 10 فلسطينيين أكثر من نصفهم مدنيين عدى عن عشرات الجرحى، ثم كرَّرت الاجتياح في حزيران/يونيو حينما نفّذت مجزرةً في المدينة حيث قتلت 6 فلسطينيين أغلبهم مدنيين كذلك بما في ذلك طفلٌ لم يتجاوز العاشرة من عمره فضلًا عن مئات الجرحى، كما شنَّت القوات الإسرائيلية عمليات خاطفة على المدينة طيلة النصف الأول من العام. تُبرّر الحكومة الإسرائيلية هجماتها على جنين بالقولِ إنّ المدينة تأوي نشطاء يُنفذون هجماتٍ داخل إسرائيل.
وقعَ الاجتياح الإسرائيلي الجديد – الذي يُعتبر ثالث اجتياحٍ كبيرٍ للمدينة في أقلّ من 7 أشهر – بعد أسبوعينِ فقط من المجزرة الإسرائيلية التي ارتكبتها القوات الإسرائيلية التي تُواجه في كلّ اقتحاماتها مقاومةً تُوصَف بـ «الشرسة» من المقاومين داخل المدينة والذين نجحوا طيلة الأشهر الماضية في إيقاعِ عشرات الجرحى في صفوفِ الجيش الإسرائيلي عبر عبواتهم الناسفة محليّة الصنع وقنابل المولوتوف رغمَ القوّة الإسرائيلية الكبيرة والعتاد المتطوّر. تصاعدت التوترات أكثر بين الطرفينِ حينما نجحَ مقاومون في المدينة في إطلاقِ صاروخٍ وُصف بـ «البدائي» لكنّه اعتُبر في تل أبيب تطورًا ملحوظًا، وعلى الرغمِ من أنّ الصاروخ الفلسطيني وباقي المقذوفات محليّة الصنع لم تسبب أي أضرارٍ في إسرائيل، إلا أن النجاح في صنعها ومن ثمّ إطلاقها أثارَ مخاوف كبيرة لدى صناع القرار في تل أبيب. جديرٌ بالذكرِ هنا أنّ الساسة الإسرائيليون وغيرهم من صنّاع القرار قد شنُّوا هجماتٍ لفظيّة على جنين في إطارِ حملة تجييش استعدادًا أو تمهيدًا أو حتى شرعنةً للاجتياح، حيثُ وصفَ وزير الخارجية الإسرائيلي إيلي كوهين المدينة بأنها «مركزٌ للأنشطة الإرهابية»، كما دعت شخصيات بارزة في حكومة رئيس الوزراء بنيامين نتنياهو اليمينية إلى الانتقام من المدينة عبر شنّ هجومٍ عسكري ضخم يُنهي كل مظاهر المقاومة داخلها.

## الاجتياح

### بداية التوغّل
| معركة بأس جنين                                                                               | طُلب من شرطة الأجهزة الأمنية الفلسطينية مغادرة مدينة جنين عندما بدأت قوات الأمن [الإسرائيلية] في اقتحام المدينة. | معركة بأس جنين |
| — موقع Ynet العبري المَنْفذ الإلكتروني لجريدة يديعوت أحرنوت نقلًا عن مصادر في الجيش الإسرائيلي. | |                |

شهدت الساعة الأولى من يوم 3 يوليو شنّ إسرائيل هجومًا جويًا خاطفًا على مخيم جنين وسُمع دوي انفجارين متتاليين ناجمينِ عن الغارة الجويّة. ذكرت مصادر رسمية إسرائيلية أنّ الغارة استهدفت ما قالت إنها «بنية تحتية» في جنين. نجمَ عن القصف الإسرائيلي الأول مقتل فلسطيني واحد ووقوعِ جريحين كما تبيَّن أنَّ الاستهداف طالَ منزلًا وسط المخيم. صوَّرت وسائل إعلام فلسطينية القوات الإسرائيلية وهي تقتحمُ المخيم مستعينةً بآليات عسكرية كبيرة وجرافات معَ غطاء جوي. تعقدت الأمور أكثر فأكثر حينما أرسلَ جيش الاحتلال الإسرائيلي رسائل نصية لسكان المخيم يدعوهم فيها إلى البقاء في منازلهم، ومباشرة بعد ذلك جدَّدت القوات الإسرائيلية قصفها على جنين ثمّ واجهَ مقاومةً من الفلسطينيين في المدينة والذين استهدفوا آليات الاحتلال بعبوات ناسفة محلية الصنع. سرعان ما نشرت حركات المقاومة بياناتٍ تحديثية لما يجري في الضفة الغربية حيثُ أكّدت حركة الجهاد الإسلامي والتي ينشطُ أعضائها بقوة ملحوظة في جنين عن استعدادها لمواجهة من وصفته بالعدوّ موضّحةً أن كل الخيارات مفتوحة لضربه ردًا على عدوانه، في حين قالت حركة حماس إنّ العدوان على جنين سيفشل محملة حكومة نتنياهو مسؤولية ما يجري، أما حركة فتح فقد أكّدت مواجهتها ومعها كل الفصائل الفلسطينية لهذا العدوان. تقدمت القوات الإسرائيلية أعمق بقليل داخل المدينة فحاصرت مخيم جنين من اتجاهين وبثت بعضًا من قواتها وسط المدينة.

### معركة بأس جنين
بدأت العملية الإسرائيلية في التوضح أكثر مع مرور الوقت، حيثُ أكّدت وسائل إعلام عبرية أنّ القوات التي تشارك في العملية من وحدات النخبة، كما أنّ عددها كان كبيرًا جدًا مقارنة بعمليات أخرى سابقة حيث قدَّرت مصادر شبه رسمية أن أكثر من 1000 جندي يُشارك في الاقتحام، ورجَّح متابعون للشأن الفلسطيني أنّ عدد القوات خلال هذه العملية هو الأكبر منذ عملية السور الواقي عام 2002. نشر الجيش الإسرائيلي بيانًا مشتركًا مع جهاز الشاباك أعلنا فيه استهدفهما عناصر من كتيبة جنين ومقرًا للفصائل الفلسطينية في المدينة يُستخدم كنقطة مراقبة وتجمُّع لتسليح العناصر. عاودت إسرائيل قصفها على مخيم جنين وكان القصفُ صاروخيًا هذه المرة، كما استولَت القوات المقتحمَة على منزل عائلة الأسير زكريا الزبيدي.
استمرَّ التوغل الإسرائيلي في مُقابل محاولات المقاومين في المدينة التصدي. أعلنت كتيبة جنين عن تمكّنها من إسقاط طائرة مسيرة لقوات الاحتلال وهي الطائرة الثانية التي تُسقطها منذ بداية العملية الإسرائيلية، كما أسقطت طائرة مسيرة ثالثة بعد نحو ساعتين من إسقاطِ الثانية. حصلت كتيبة جنين على دعمٍ ميداني من مجموعات عرين الأسود في مدينة نابلس والتي أعلنت في وقتٍ لاحقٍ وصول عددٍ من المقاتلين منذ الساعات الأولى للمشاركة في المقاومة، كما دعت للنفير في الشوارع والميادين متوعّدةً قوات الاحتلال بـالدمار والسواد. كما شارك عناصر كتيبة طولكرم في القتال بشكل مباشر في المعركة منذ الساعات الأولى لإعلانها، وفق ما جاء في بيانين الأول لكتيبة طولكرم بتاريخ 3 يوليو 2023 مع بداية المعركة والثاني لكتيبة جنين بتاريخ 5 يوليو 2023 عقب انتهاء المعركة.

### طرد عائلات المخيم

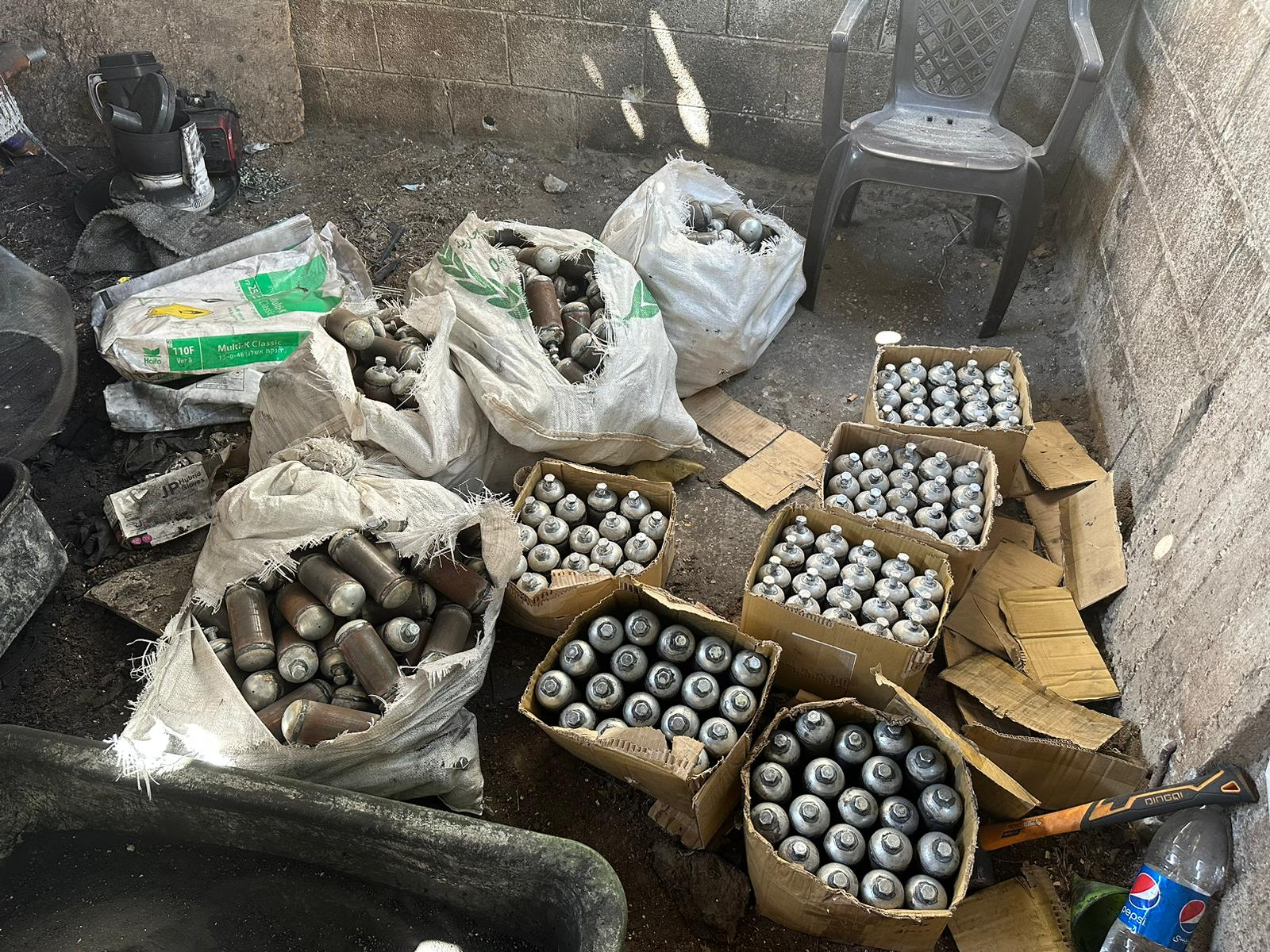
صورة نشرها الجيش الإسرائيلي لما قال إنها متفجرات وعبوات ناسفة عثر عليها في مخازن تتبع لفصائل القاومة في جنين.

سرت أنباءٌ في حوالي التاسعة مساءً عن مغادرة العشرات من سكان مخيم جنين لمنازلهم بشكل اضطراري بسبب النشاطِ الكثيف للقوات الإسرائيلية في المنطقة التي تحوي تلك المنازل، بل أجبرَ جيش الاحتلال عوائل أخرى يقطنون في عددٍ من المباني في جنين على المغادرة بدعوى أن وجودهم هناك غيرُ آمن. نقلَ مراسل قناة الجزيرة المتواجد في الميدان صورًا أظهرت جنود الجيش الإسرائيلي وهم يقتادون مئات الفلسطينيين إلى أماكن أخرى بعدما هددوا بقصفِ منازلهم لو بقيوا فيها. نفى المتحدث باسم الجيش الإسرائيلي التقارير عن أمرِ الجيش بإخلاء مخيم جنين من سكانه، لكنّ رئيس بلدية جنين أكّد صحتها مضيفًا أنّ جيش الاحتلال يتعمد هدم المنازل في مخيم جنين بعد تشريد أعدادٍ من الأهالي وموضّحًا كيف أن هناك عملية تهجير مقصودة يقوم بها الاحتلال في أجزاء من مخيم جنين خاصة بعد الدفع بقوات جديدة.

### الاستمرار في التوغل
استمرَّ الجيش الإسرائيلي في التوغل داخل جنين ومخيمها لليوم الثاني تواليًا حيث دفعَ بتعزيزات إضافية نحو المخيم بعد اشتداد الاشتباكات بين قواته وبينَ المقاومين الذين يتحصّنون في الأحياء ويُحاولون التصدي للقوات الإسرائيلية. في غضون ذلك نشرَ الجيش الإسرائيلي بيانًا جديدًا أعلنَ فيه تخطيطه لدهمِ 10 أهدافٍ وصفها بـ «الإرهابية» داخل مخيم جنين. أغارت الطائرات الإسرائيلية قُبيل العاشرة صباحًا من يوم 4 يوليو على حارة عبد الله عزام داخل مخيم جنين دون حديثٍ عن وقوع خسائر في الأرواح. شهدَ هذا اليوم كذلك إضرابًا شاملًا عمَّ الأراضي الفلسطينية احتجاجًا وتنديدًا بالهجوم الإسرائيلي.
استمرَّ تصعيدُ الجيش الإسرائيلي ضد جنين مع حلول مساء اليوم الثاني من الاجتياح، حيثُ وصفَ رئيس الوزراء بنيامين نتنياهو المدينة بـ «بؤرة الإرهاب»، أما رئيس أركان الجيش الإسرائيلي فقد تفاخرَ بالقّوة الإسرائيلية قائلًا إنّ جيش الدفاع سيدخلُ حيثما يُريد متى ما أرادَ ذلك وكلما تطلب الأمر، مُضيفًا أنّ من نجا اليوم سيُعثر عليه يوم غد، وهو نفس ما تفاخر به وزير الدفاع الإسرائيلي الذي قالَ إنّ ما يقوم به الجيش الآن في جنين وما فعله قبل شهرين في غزة سيُكرَّر حيثما دعت الحاجة.
تصاعدت حدّة الاشتباكات بُعيد العاشرة مساءً حيث حاولت القوات الإسرائيلية وبشكل أقوى هذه المرة اقتحام مخيم جنين من عدّة أطراف، في الوقت الذي تحدثت فيه كتيبة جنين أنّ مقاتليها أفشلوا المحاولة الجديدة لتقدم قوات الاحتلال على أطراف مخيم جنين، كما نجحت الكتيبة في إسقاطِ طائرة مسيرة هي الخامسة منذُ بداية الاجتياح. نشرت هيئة البث الإسرائيلية خبرًا قالت فيه إنّ الجيش الاسرائيلي بدأ انسحابه من مخيم جنين بعدَ الاشتباكات القوية الأخيرة وهو ما أكّدته إذاعة الجيش الإسرائيلي لكنّ ذلك لم يحصل حيثُ عادت طائرة مسيرة إسرائيلية لقصفِ موقعٍ داخل مقبرة في حي جنين الشرقي. رغمَ الشائعات حول الانسحابِ الإسرائيلي، إلا أنّ كتيبة جنين أعلنت أنها تُواصل التصدي للعدوان الذي وصفته بالغاشم والذي يستهدفُ المدنيين والمنازل والمستشفيات كما ورد في بيانها الرسمي الذي نشرته على قنواتها الرسمية في مواقع التواصل الاجتماعي وعلى موقعها في الويب، ودعت إلى «عدم الانجرار خلف رواية الاحتلال الكاذبة». عودةً نحو القصف الأخير الذي طال الموقع شرق جنين، فقد أعلنت وزارة الصحة الفلسطينية عن «استشهاد فلسطيني جراء عدوان الاحتلال على جنين» وهو ما رفعَ عدد الضحايا إلى 12 كلّهم من الشباب.

### مقتل الجندي الإسرائيلي
مع كثرة الحديث عن قُرب انتهاء الاجتياح الإسرائيلي، ارتفعت حدّة الاشتباكات أكثر فأكثر وزاد عددُ الاشتباكات بما في ذلك الاشتباكات من مسافات متقاربة جدًا. كانت قناة الجزيرة تنقلُ عبر مراسليها الاشتباكات من الميدان، وأعلنت قُبيل الحادية عشر مساءً بقليل نقلًا عن مصادرها الخاصّة خبرَ مقتل جندي إسرائيلي في تبادلٍ لإطلاق النار في مخيم جنين. تضاربت الأنباء الأوليّة حول الطريقة التي قُتل بها الجندي الإسرائيلي، حيث تحدثت بعضها عن تفجيرٍ كبيرٍ لعبوة ناسفة في جيب عسكري، فيما قالت مصادر أخرى إنه قُتل خلال اشتباكٍ مباشرٍ مع مقاومين في المدينة. عادت قناة الجزيرة لتُؤكّد نقلًا عن مصادرها أن الجندي الإسرائيلي قد سقطَ قتيلًا خلالَ كمينٍ محكمٍ نفذه عناصر من كتائب الشهيد عز الدين القسام و‌سرايا القدس و‌كتائب شهداء الأقصى فضلًا عن كتيبة جنين المتمرّسة داخل المدينة. اعترفَ الجيش الإسرائيلي في وقتٍ لاحقٍ بالأخبار وأكّدها حينما أعلنَ مقتل أحد جنوده فيما قالَ إنه تبادلٌ لإطلاق النار في مخيم جنين.

### الانسحاب وانتهاء الاجتياح
بدأت عشرات الآليات العسكرية في الانسحابِ من مخيّم جنين بدايةً والذي يقعُ وسط مدينة جنين تقريبًا، وفي حوالي الحادية عشر والنصف مساءً كانت القوات الإسرائيلية قد سحبت عددًا من آلياتها، كما بدأ لواء القوات الخاصة في مغادرة جنين.

## أحداث ملحوظة

### الجيش الإسرائيلي
منع دخول سيارات الإسعاف
أكد مدير الإسعاف في جمعية الهلال الأحمر الفلسطيني في جنين، محمود السعدي، أن قوات الاحتلال منعت طواقم الإسعاف من إخلاء الجرحى وتعرضت لمضايقات خلال اجتياحِ مخيم جنين، وأفاد السعدي بأن قوات الاحتلال حالت دون دخول طواقم الإسعاف إلى مخيم جنين في بعض الأوقات، وعرقلت مركبات الإسعاف مع توجيه تهديداتٍ للطواقم بالسلاح، كما أوضح أن الطواقم أخلت عددًا من المصابين الذين تمكنت من الوصول إليهم، كما استُدعِيَت طواقم إسعاف من محافظات أخرى للمساعدة. لم يقتصر منعُ قوات الاحتلال الإسرائيلي مركبات الإسعاف التي تنقلُ جرحى العملية الإسرائيلية فحسب، بل منعت في اليوم الأول للاجتياح مركبة إسعاف تابعة للهلال الأحمر الفلسطيني من الدخول إلى المخيم لنقلِ امرأة حامل إلى المستشفى لإجراء عملية ولادة، حيث تعمَّدت جيب عسكرية الاصطدام بالإسعاف ومنعها من مواصلة السير.

### السلطة الفلسطينية
العِلم المُسبَق بالاجتياح
نشرت بعض الصحف العبرية بناءً على مصادر في الحكومة الإسرائيلية قولهم إنّ مسؤولون في السلطة الفلسطينية كانوا على علمٍ بما أسمتهُ «العملية في جنين» وذلك قبل وقتٍ قصيرٍ من شنّها، كما أُخطروا أنّ العملية ستتمُّ فقط في جنين لكن القناة لم تُحدّد هوية المسؤولين الفلسطينيين الذين جرى إخطارهم. في نفس السياق، نشر الموقع الإخباري العبري «Ynet» والذي يُعتبر المنفذ الإخباري لجريدة يديعوت أحرنوت مقالًا مطولًا نقل فيه عن مصادر رسميّة في الجيش الإسرائيلي قولهم أنهم طلبوا من ضباط أجهزة الأمن الفلسطينية مغادرة المدينة لحظة بدء العملية فيما بدى استفرادًا بكتيبة جنين وباقي الكتائب الناشطة في المدينة.
اعتقال قادة الكتائب
اعتقلت أجهزة السلطة الفلسطينية المقاوِم الفلسطيني مراد ملايشة الذي يُعتبر أحد أهم وأبرز المطارَدين من سرايا القدس فضلًا عن كونه مؤسِّس كتيبة جبع، كما اعتقلت المطارَد الفلسطيني الثاني محمد براهمة وهو الآخر قيادي ميداني في حركة سرايا القدس وأحد أبرز الأعضاء في كتيبة عنزا، والذي كان برفقة مراد ملايشة. اعتقلت أجهزة السلطة القياديان الميدانيان في مدينة طوباس وقِيل إنهما كانا متوجهان إلى مدينة جنين للمشاركة في صدِّ التوغل الإسرائيلي. جديرٌ بالذكرِ هنا أنّ مراد ملايشة مطارَد من قِبل إسرائيل وعلى قائمة المطلوبين لديها منذُ أكثر من عام، كما أنه ظلَّ مسجونًا في سجونها لـ 12 عامًا سابقة.
ساعاتٌ بعد اعتقال الثنائي حتى اقتيدا إلى مقر الأمن الوطني في طوباس وحُوّلا لاحقًا إلى جهاز المخابرات الفلسطينية ثم إلى سجن أريحا تزامنًا مع اليومِ الثاني للعملية الإسرائيلية في جنين. ارتفعَ منسوب التوتر في بلدة جبع الواقعة جنوب مدينة جنين بين أبناء البلدة وأجهزة السلطة، فنُظّمت مظاهرة للضغطِ على السلطة من أجل الإفراج عن مراد ورفيقه ثمّ تطور الأمر لإضرامِ النيران في مركز شرطة البلدة.
لغطٌ حول وقف التنسيق الأمني
نشرت الرئاسة الفلسطينية في الساعات الأولى من بدء الجيش الإسرائيلي اجتياحه لجنين بيانًا رسميًا قالت فيه إنَّ الرئيس محمود عباس سيرأسُ اجتماعًا طارئًا في المساء لبحث مواجهة ما سمّته العدوان الإسرائيلي. عُقد الاجتماع كما هو مخطّطٌ له وفيه خرجت المؤسسة الرئاسية بعدّة قرارات لعلَّ أبرزها وقف كل الاتصالات واللقاءات مع الجانب الإسرائيلي وكذلك وقف التنسيق الأمني بالإضافةِ إلى دعوة المحكمة الجنائية الدولية للتعجيل في البت في القضايا الفلسطينية المحالة إليها. ساعاتٌ بعد ذلك حتى نشرت وسائل إعلام عبرية مقرّبة من الجيش الإسرائيلي قولها إنه وخلافًا لما جاء في بيان القيادة الفلسطينية فإن التنسيق الأمني مستمر، لكن مسؤولًا أمنيًا في السلطة عاد ونفى التصريحات الإسرائيلية مؤكّدًا على أن أجهزة الأمن ملتزمة بقرارات القيادة الفلسطينية بشأنِ وقف التنسيق الأمني مع إسرائيل، ثم عاودَ الناطق باسم الرئاسة الفلسطينية نفس التصريحات حينما أكّد أنه «ليس هناك تنسيق أمني مع الجانب الإسرائيلي».
طرد عناصر فتح من الجنازات
تعرّض مسؤولون يتبعون لحركة فتح للطردِ من جنازات الشبان الفلسطينيين الذين اغتالهم الجيش الإسرائيلي في جنين، وردَّدَ الحاضرون هتافات شعبيّة مناهضة للحركة ومنددة بالتنسيقِ الأمني. جاء ذلك في أعقابِ البيان الرسمي الذي نشرته كتيبة جنين والذي أكّدت فيه الأخبار السابقة عن اعتقالِ عُنصرين من صفوفها على يدِ جهاز الأمن الوقائي الذي يتبعُ حركة فتح واصفةً ما جرى بأنه «طعنةٌ من الخلف»، ومحمّلة سلطة الرئيس الفلسطيني محمود عباس المسؤولية عن حياة المقاومَيْن المعتقلَيْن والمضربَيْن عن الطعام فوق ذلك، فيما اختتمت بيانها بالقولِ إنّ «الاعتقال السياسي بحق المجاهدين وصمة عار وعلى قيادة فتح تحمل مسؤوليتها».

## الأضرار

### تدمير البنية التحتية
تعرضت شبكات الكهرباء والمياه في مخيم جنين للتدمير من قبل قوات الاحتلال الإسرائيلي خلال عدوانها على المدينة، وأفادت بلدية جنين في بيانٍ لها خلال اليوم الأول للتوغّل الإسرائيلي بأن جيش الاحتلال قام عمدًا بتدمير الخطوط الرئيسية لشبكات المياه والكهرباء في المخيم، ومنع طواقم الصيانة من إصلاحها، وهو ما أدى إلى توقف خدمات المياه والكهرباء عن أجزاء واسعة من المخيم.
طالبت البلدية سكان المدينة والمخيم بترشيد استهلاك المياه والحفاظ على الموارد المتاحة لديهم بسبب الدمار الذي لحق البنية التحتية جراء العدوان المتواصل للقوات الإسرائيلية. كما وجهت نداءً للمواطنين بـ «المحافظة على مواد التموين المنزلي المتوفرة لديهم» نظرًا للحصار الذي تفرضه قوات الاحتلال على المدينة والمخيم.

### قصف المرافق المدنية
أعلنت وكالة الأنباء الفلسطينية أنَّ الاحتلال الإسرائيلي قصفَ عمارة سكنية في مخيم جنين بصاروخين، كما استهدفَ بالرصاص مستشفى ابن سينا التخصصي في المدينة. لم يتوقف هذا الاستهداف للمرافق المدنية عند بيان وكالة الأنباء، بل صوَّرت وسائل إعلام فلسطينية وعربية القوات الإسرائيلية وهي تُطلق النار على مستشفى الأمل ما تسبَّب في وقوع أضرار مادية ليكون بذلك هذا المشفى هو الثاني الذي يتعرض لهجومٍ إسرائيلي مباشر. زعمَ الجيش الإسرائيلي في بيانٍ له أنّ قواته اقتحمت مسجدًا كان يتحصن فيه مسلحون فلسطينيون بعد تبادلٍ لإطلاق النار، مضيفًا أنه عثرَ على موقعين تحت الأرض لتخزين الأسلحة والمتفجّرات. قُبيل التاسعة مساءً بقليل، دمَّرت جرافة عسكرية إسرائيلية مدخل المستشفى الحكومي في جنين بعدما أطلقت وابلًا من قنابل الغاز ليرتفعَ بذلك عدد المستشفيات المسهتدفة من الجانبِ الإسرائيلي خلال عمليّته إلى 3.
طالَ الاستهداف الإسرائيلي للمرافق داخل مدينة جنين دور العبادة هي الأخرى، حيثُ تعرضت كنيسة جنين لأضرار جراء الاجتياح وأعلنَ بطريرك اللاتين في القدس أنّ الكنيسة المركزية في مدينة جنين تضررت جراء العدوان الإسرائيلي الذي وصفهُ بغير المسبوق. دخلت المنظمات الدولية المستقلة على الخطّ كذلك وعلى رأسها منظمة أطباء بلا حدود التي قالت إنّ طواقمها بجنين تأثرت بقنابل الغاز التي أطلقها الجيش الإسرائيلي على مستشفى خليل سليمان، كما أكّدت أن غرفة الطوارئ بنفس المستشفى لم تعد صالحة للاستعمال بعدما ساد دخان القنابل كل جوانبها. عاودت القوات الإسرائيلية هجماتها على المستشفيات فبعد الاستهداف الأول للمشفى الحكومي في جنين قبل ساعات، قامت عشيّة اليوم الثاني من الاجتياح (4 تموز/يوليو) باقتحامِ المشفى وثبتت قواتها في ساحته المركزيّة ثمّ بدأت في إطلاق النيران صوبَ فلسطينيين في عينِ المكان ما تسبب بحسبِ وزارة الصحة الفلسطينية في وقوع 3 إصابات.

## الضحايا
فلسطين
خلال اجتياحها لمدينة جنين وهو الاجتياح الذي استمرَّ ليومين، قتلت إسرائيل 12 فلسطينيًا (9 في اليوم الأول من الاجتياح و3 في اليوم الثاني) فضلًا عن فلسطينيين اثنين قتلتهما خلال تداعياتِ عمليّتها العسكرية (14 فلسطينيًا في المجموع). المُلاحظ أنّ أغلب الضحايا من الشباب فأكبرهم لا يتجاوز الـ 26 ربيعًا بل إنّ عددًا منهم لم يتجاوز سنّ الثامنة عشر بعد، كما أنّ بعضًا منهم لم يكونوا مقاتلين أو منخرطين في فصائل المقاومة بل مدنيين لقوا حتفهم جراء غارات الطائرات الحربية والمسيّرة على مواقع ومنازل في جنين ومخيمها.
اعترفت كتيبة جنين المكوّنة بنسبة كبيرة من مقاومين يتبعون لسرايا القدس بمقتلِ 8 من مقاتليها خلالَ المعركة التي سمَّتها بأس جنين، بينما ينتمي منفذ العملية الهجومية في تل أبيب لحركة حماس في حين ينتمي مقاوم آخر لكتائب شهداء الأقصى الذراع العسكري لحركة فتح أمّا الأربعة الآخرون فهم مدنيون قتلهم الجيش الإسرائيلي خلال اجتياحه (3 في جنين والرابع خلال احتجاجاتٍ تضامنيّة في البيرة).
تسردُ هذه القائمة أسماء الضحايا مع تواريخ ميلادهم – إن توفّرت – وأعمارهم لحظة الاغتيال معَ ملاحظات إضافية حولهم وهي مُرتبة بحسبِ أيام الاجتياح وتداعياته.
المفتاح
| الاسم                       | تاريخ الميلاد والوفاة والعمر           | معلومات إضافية |
| اليوم الأول من الاجتياح     | اليوم الأول من الاجتياح                | اليوم الأول من الاجتياح |
| --------------------------- | -------------------------------------- | --- |
| سميح فراس سميح أبو الوفا    | 21 ديسمبر 2003 – 3 يوليو 2023 (19 سنة) | قتلت إسرائيل سميح في الغارة الجوية الأولى التي شُنّت على منزلٍ في مخيم جنين. سميح أحدُ أعضاء كتيبة جنين وهو صاحب الصورة المشهورة التي التُقطت له من طرف مصوري وكالة رويترز للأنباء قبل عدّة أشهر حينما كان يصدُّ اقتحامًا للقوات الإسرائيلية ويشتبكُ معهم بالرصاص الحيّ مطلًا من نافذة وممسكًا للسلاح بيد واحدة. |
| حسام محمد أبو ذيبة          | 2005 – 7 مارس 2023 (18 سنة)            | اغتال الجيش الإسرائيلي الشاب الفلسطيني حسام أبو ذيبة خلال اجتياحها مدينة جنين. حسام لا ينتمي لأيَ فصيلٍ مسلّح ومع ذلك فقد استُهدف من قِبل جنود جيش الاحتلال الذين أرغموا أسرته على مغادرة منزلهم في جنين لعدّة أيام بدعوى أنّ العمليات العسكرية قد تطال منطقتهم.                                           |
| أوس هاني حنون               | 2004 – 3 يوليو 2023 (19 سنة)           | اغتالت إسرائيل أوس حنون المنتمي لسرايا القدس والعضو الميداني في كتيبة جنين خلال قصفٍ مروحي مباشر على منزله تسبَّبَ في جرحِ عدّة أشخاص آخرين. |
| نور الدين حسام يوسف مرشود   | 15 يوليو 2007 – 3 يوليو 2023 (15 سنة)  | اشتبكَ نور الدين مرشود مع قوات الاحتلال الإسرائيلي خلال محاولتها التوغّل أكثر داخل المدينة فأُصيب بعدّة رصاصات أطلقها جنودٌ صوبه ليُفارق الحياة على إثر ذلك. |
| محمد مهند يوسف شامي         | 6 أبريل 1997 – 3 يوليو 2023 (26 سنة)   | |
| أحمد محمد عامر              | 2002 – 3 يوليو 2023 (21 سنة)           | |
| مجدي يونس سعود عرعراوي      | 19 ديسمبر 2005 – 3 يوليو 2023 (17 سنة) | نعته وزارة التربية والتعليم الفلسطينية وهو أحد طلبة مدرسة ذكور جنين الثانوية الصناعية في الصف الثاني عشر. |
| علي هاني علي الغول          | 13 أبريل 2005 – 3 يوليو 2023 (18 سنة)  | أعلنت كتائب القسام الذراع العسكري لحركة حماس عن أنّ علي الغول هو أحد مقاتليها ونعته في بيانٍ رسمي قالت فيه إنّ علي «ارتقى خلال تنفيذ كمينٍ محكمٍ لجنود الاحتلال أثناء محاولتهم الدخول إلى مخيم جنين». |
| مصطفى عماد علي قاسم         | 25 مارس 2007 – 3 يوليو 2023 (16 سنة)   | نعته وزارة التربية والتعليم الفلسطينية وهو أحد طلبة مدرسة ذكور فرحات حشاد الثانوية في الصف العاشر. |
| 04 تموز/يوليو               |                                        | |
| عدي إبراهيم محمود خمايسة    | 2001 – 4 يوليو 2023 (22 سنة)           | ينتمي عدي خمايسة لكتائب شهداء الأقصى وقد اغتاله الجيش الإسرائيلي في منطقةٍ ما في مدينة جنين خلال اليوم الثاني من الاجتياح. |
| عبد الرحمن حسن أحمد صعابنة  | 2006 – 4 يوليو 2023 (17 سنة)           | نعته وزارة التربية والتعليم الفلسطينية وهو أحد طلبة مدرسة ذكور فحمة الثانوية في الصف الحادي عشر. |
| جواد مجاهد محمود نعيرات     | 18 يونيو 2003 – 4 يوليو 2023 (20 سنة)  | |
| تداعيات                     |                                        | |
| محمد عماد سعد حسنين         | 25 مايو 2002 – 4 يوليو 2023 (21 سنة)   | قتلَ جندي إسرائيلي الشاب محمّد أبو سمرة في مدينة البيرة خلال احتجاجاتٍ نظّمها شبابٌ فلسطينيون في المدينة للتعبيرِ عن رفضهم للعملية العسكرية الإسرائيلية في جنين والمطالبة بتوقّفها. |
| عبد الوهاب عيسى حسين خلايله | 3 أبريل 2003 – 4 يوليو 2023 (20 سنة)   | نفذ عبد الوهاب خلايلة العملية الهجوميّة في تل أبيب والتي أسفرت عن جرحِ 10 إسرائيليين وُصفت جراح بعضهم بالخطيرة. جاءت العملية – كما قالت حركة حماس التي ينتمي لها المنفذ – ردًا على الاجتياح الإسرائيلي لمدينة جنين ومخيّمها.                                                                             |

إسرائيل
| الاسم              | العمر  | معلومات إضافية |
| ------------------ | ------ | --- |
| ديفيد يهودا يتسحاق | 23 سنة | قُتل الرقيب الأول ديفيد يتسحاق يوم الرابع من تموز/يوليو 2023 خلال اشتباكاتٍ ضاريةٍ مع مقاومين فلسطينيين داخل مخيّم جنين. ينحدرُ ديفيد من مستوطنة بيت إيل وكان يعملُ لحظة قتله في وحدة إيجوز وهي وحدة استطلاع استخباريّة خاصة تتبعُ للواء جولاني وتُعتبر من أبرز وأقوى الوحدات المتخصّصة في حرب الشوارع وحروب العصابات في الجيش الإسرائيلي. |

## النتائج
أعلنَ المتحدث باسم الجيش الإسرائيلي عن اعتقالِ الجيش لما مجموعه 300 فلسطينيًا من مدينة جنين، كما أعلن تصفيته لـ 12 ممن وصفهم بـ «المسلّحين» خلال العملية التي اختارت لها تل أبيب اسم بيت وحديقة. اعترفَ المتحدث أن العملية داخل جنين كانت معقدة وفي منطقةٍ وصفها بـ «صعبة» مضيفًا أنّ الجيش حقَّقَ الأهداف التي وضعها من قبل.
على الجانب المقابل فقد أشادت فصائل المقاومة في جنين وفي باقي فلسطين بمعركة بأس جنين، حيث اعتبرت حركة حماس انسحاب الجيش الإسرائيلي من مخيم جنين بعد الصمود الذي وصفته بالبطولي للمقاومين هو إعلانٌ لفشل الجيش في تحقيق أهدافه، أما أبو حمزة المتحدث باسمِ سرايا القدس الجناح العسكري لحركة الجهاد فقد قال إنّ «أداء المقاومين خلال العدوان على جنين يعكسُ تطور أداء المقاومة والاستفادة من التجارب الماضية».

## تداعيات

### هجوم تل أبيب
سرت بعد الواحدة مساءً من يوم الرابع من تموز/يوليو أنباء أولية عن إصابة عددٍ من الأشخاص جراء حادث دهسٍ شمال تل أبيب، ثمّ أعلنَ الإسعاف الإسرائيلي عن وقوعِ 10 إصابات جراء العملية. قِيلَ إن منفذ العملية كان يرتدي الزي العسكري التابع للجيش الإسرائيلي، فيما تحدثت مصادر عبرية أخرى عن أن منفذ عملية تل أبيب من سكان مدينة الخليل ويبلغُ من العمر 23 سنة.
في ردودِ الفعل الأوليّة على العملية، قالَ عضو المكتب السياسي لحركة الجهاد الإسلامي خالد البطش إن «العملية في تل أبيب ردٌّ أولي للمقاومة على ما يجري في جنين»، ومثله فعلَ الناطق باسم حركة حماس حازم قاسم الذي أكّد أنّ «العملية في تل أبيب هي رد أولي على جرائم الاحتلال ضد الشعب الفلسطيني في مخيم جنين»، قبل أن تتبنى نفس الحركة العملية في بيانها الذي نعت فيه المنفذ عبد الوهاب خلايلة أحد خلايا الحركة.

### إطلاق قذائف من غزة
سُمعت في حوالي الواحدة من صباح الخامس من يوليو صافرات الإنذار وهي تدوي في سديروت وبعض المستوطنات الأخرى القريبة من غلاف غزة وذلك بعدما بدأ نظام القبة الحديدية في اعتراضِ صواريخ انطلقت من القطاع. أعلنت مصادر مقربة من الجيش الإسرائيلي أن الأخير نجحَ في اعتراض 5 صواريخ بشكل ناجح ما جنّب المستوطنات المستهدفة أيّ أضرار كما لم تحصل إصابات. شنَّ الجيش الإسرائيلي ردًا على الصواريخ التي أطلقتها فصائل المقاومة غارة جوية استهدفت موقعًا في بيت لاهيا شمال قطاع غزة وهي الأخرى لم تُسفر عن شيء.

### هجوم كدوميم
تحدثت وسائل إعلام عبرية عشية السادس من تموز/يوليو عن عملية إطلاق نارٍ استهدفت الجيش الإسرائيلي على مقربةٍ من مستوطنة كدوميم الواقعة غرب مدينة نابلس. نفَّذ العملية فلسطيني مسلّح وصل للمنطقة المستهدفة وخاض اشتباكًا مسلحًا مع دوريةٍ إسرائيلية فأردى جنديًا قتيلًا في عينِ المكان وهو الجندي الذي يعملُ ضمن لواء غيفعاتي فيما أصاب الثاني وهو عنصر أمني يعملُ كحارسٍ للمستوطنة بجروح خطيرة كما قُتل المهاجم خلال هذه الاشتباكات برصاص جنود إسرائيليين آخرين ضمنَ الدورية. أشادت حماس بالعملية التي قالت إنها تأتي في إطار الرد المتواصل على الاحتلال وجرائمه المستمرة، كما باركت الجهاد الإسلامي عملية إطلاق النار التي وصفتها بالبطولية والتي أكّدت هي الأخرى أنها تأتي ردًا على جرائم الاحتلال ضد الشعب الفلسطيني.
أعلنت كتائب القسام سويعات قليلة بعد العملية مسؤوليتها عن عملية كدوميم، وقالت إنها ردٌ سريعٌ على جرائم الجيش الإسرائيلي في جنين كما توعّدت بالمزيدِ من العمليات الانتقاميّة. أكّدت القسام كذلك أنّ المنفذ يُدعى أحمد ياسين هلال غيطان وينحدرُ من قرية قبيا غرب رام الله مبينةً أنه عضوٌ فيها. في بيانها الرسمي هدَّدت كتائب القسام ذراع حماس العسكري وزير المالية الإسرائيلي بتسلإيل سموتريش والمعروف بمواقفه المتطرفة ضدّ الفلسطينيين قائلةً:
في ردودِ الفعل الإسرائيلية على العملية – وهي الثانية في إطار العمليات التي جاءت ردًا على اجتياح جنين – اقتحمَ عناصر من الجيش الإسرائيلي منزل المنفذ كما أغلوا مداخل بلدتهِ الواقعة غربي قلقيلية، أما وزير المالية فقد حاول فيما بدى تحديًا لفصائل المقاومة حين أعلنَ عن عمله مع الحكومة على تسريعِ خطط بناءِ 1100 وحدة استيطانية قريبة من موقع الهجوم. خرجَ الناطق الرسمي باسمِ كتائب القسام أبو عبيدة ببيانٍ كتابي عاود التأكيد فيه على أن جنين ليست وحدها، مضيفًا أن عمليات القسام في عيلي و‌تل أبيب وكدوميم تؤكد جاهزية الفصيل للردِّ في أي مكان.

## ردود الفعل

### محليًا
- فلسطين:
  - السلطة الوطنية الفلسطينية: أكدت الرئاسة الفلسطينية أن الأمن والاستقرار في المنطقة لن يتحققا إلا إذا شعر الشعبُ الفلسطيني بهما،[90] واعتبر الناطق الرسمي باسم الرئاسة نبيل أبو ردينة ما يحدث في مدينة جنين ومخيمها من قبل حكومة الاحتلال الإسرائيلي جريمة حرب جديدة ضد الشعبِ الأعزل.[90] أكد أيضًا أنَّ الشعبَ الفلسطيني لن يستسلم ولن يرفع الراية البيضاء، بل سيظلُّ صامدًا في مواجهة ما وصفهُ بالعدوان الغاشم حتى يتم دحر الاحتلال وتحقيق الحرية، وثنى على صمود أبناء الشعب في مخيم جنين وفي كل أنحاء فلسطين، مطالبًا المجتمع الدولي بالتحرك الجاد لإجبار إسرائيل على وقف عدوانها ومحاسبتها على هذه الجرائم.[90]
  -  حركة حماس: أكدت حماس أن العدوان على جنين سوف يفشل، وأن رئيس الوزراء الإسرائيلي بنيامين نتنياهو وحكومته يتحملون المسؤولية عمّا يحدث.[91]

### عربيًا
- مصر: اعتبرت الخارجية المصرية الاقتحامات الإسرائيلية للمدن الفلسطينية انتهاكًا سافرًا لأحكام القانون الدولي والشرعية الدولية.[92]
- قطر: أدانت الخارجية القطرية بأشد العبارات تكرار عدوان الاحتلال الإسرائيلي على مدينة جنين ومخيمها.[93]
- السعودية: أعربت الخارجية السعودية عن إدانتها واستنكارها لاستمرار التصعيد الإسرائيلي في الأراضي الفلسطينية وخاصة في جنين، مؤكّدةً رفضها التام لما تقوم به قوات الاحتلال الإسرائيلي من انتهاكاتٍ وصفتها بالخطيرة.[94]
- الأردن: شدد المتحدث الرسمي باسم الخارجية الأردنية، سنان المجالي على "ضرورة وقف الاقتحامات المستمرة للمدن الفلسطينية وحمايتها من الاعتداءات المتكررة عليها، ووقف التصعيد"، واعتبر أن التصعيد الإسرائيلي الأخير في جنين يمثل انتهاك للقانون الدولي والإنساني.[95]
- البحرين: أدانت مملكة البحرين بشدة الاعتداءات الإسرائيلية على مدينة جنين ومخيمها، ما أسفر عن سقوط قتلى وجرحى، ودعت السلطات الإسرائيلية إلى إنهاء العمليات العسكرية في الضفة الغربية ووقف أعمال العنف والتصعيد.[96]
- سوريا: أدانت وزارة الخارجية السورية بشدة العدوان الإسرائيلي على مدينة جنين ومخيمها في الضفة الغربية والذي يرقى إلى جريمة حرب.[97]

### دوليًا
- إيران: اعتبرت الخارجية الإيرانية أنّ التطورات في جنين أثبتت أن السلام والتطبيع مع الكيان الصهيوني أمرٌ غير رادع وغير مؤثر.[98]
- ألمانيا: طالبت الخارجية الألمانية بوجوبِ وضرورة مراعاة مبدأ التناسب بموجبِ القانون الدولي خلال العملية الإسرائيلية في جنين، لكنها أيَّدت ما قالت إنه «حقها في الدفاع عن النفس».[99]